# Saviour Machine II
Saviour Machine II è il secondo album dall'omonimo gruppo statunitense gothic metal/christian metal Saviour Machine, nel 1994.

## Tracce
1. Saviour Machine I – 6:51
2. The Gates – 0:29
3. Enter the Idol – 4:09
4. The Hunger Circle – 5:11
5. Child in Silence – 6:28
6. Ascension of Heroes – 6:35
7. Paradox – 1:32
8. The Stand – 16:11
9. American Babylon – 7:33
10. Ceremony – 8:47
11. Overture – 1:12
12. Love Never Dies – 5:52
13. Saviour Machine II – 5:34

## Formazione
- Eric Clayton - voce
- Jeff Clayton - chitarra
- Charles Cooper - basso elettrico
- Jayson Heart - batteria e percussioni
- Nathan Van Hala - pianoforte, tastiere e campionatore